# Thyrosticta ankaratta
Thyrosticta ankaratta là một loài bướm đêm thuộc phân họ Arctiinae, họ Erebidae.